# ماسکارل
ماسکارل (به اسپانیایی: Mascarell) یک منطقهٔ مسکونی در اسپانیا است که در نیولز واقع شده‌است. ماسکارل ۲۱۱ نفر جمعیت دارد.